# 费蒙
费蒙（法語：Faymont，法語發音：[femɔ̃]）是法国上索恩省的一个市镇，属于吕尔区。

## 地理
费蒙（47°36'34"N, 6°35'39"E）面积7.99 平方千米，位于法国勃艮第-弗朗什-孔泰大區上索恩省，该省份为法国东部内陆省份，北起顺时针与孚日省、贝尔福地区省、杜省、汝拉省、科多尔省和上马恩省接壤。
与费蒙接壤的市镇（或旧市镇、城区）包括：洛蒙、库尔蒙、格朗日堡、索尔诺。
费蒙的时区为UTC+01:00、UTC+02:00（夏令时）。

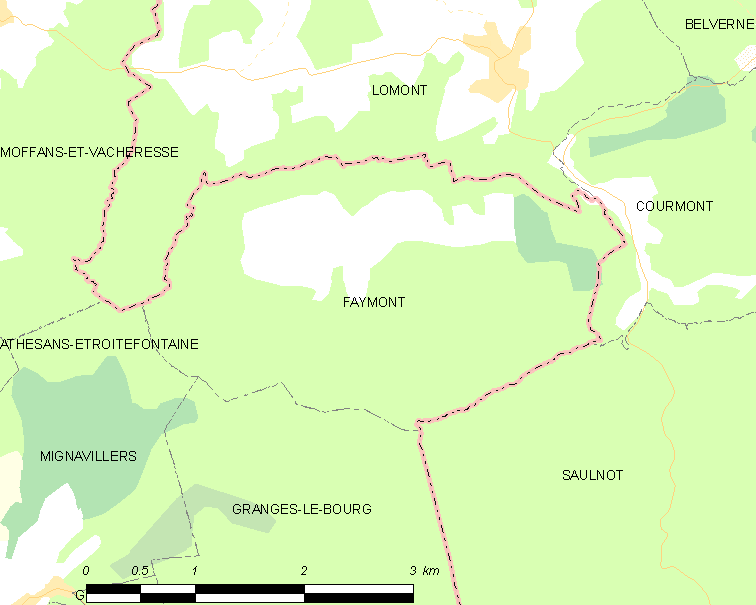
费蒙的OSM定位图

## 行政
费蒙的邮政编码为70200，INSEE市镇编码为70229。

## 政治
费蒙所属的省级选区为吕尔第二县。

## 人口

1962-2008年间费蒙人口变化图示

费蒙于2022年1月1日时的人口数量为255人。